# Бэтмен: Нападение на Аркхэм
Бэтмен: Нападение на Аркхем (англ. Batman: Assault on Arkham) — американский анимационный супергеройский фильм 2014 года, основанный на видеоиграх Batman: Arkham. Это двадцатый фильм в серии оригинальных анимационных фильмов вселенной DC. Присвоен рейтинг PG-13. Вышел на Blu-ray Combo Pack, DVD и цифровом HD.

## Сюжет
События разворачиваются примерно через год после взрыва в тюрьме «Блэкгейт». Аманда Уоллер — глава секретной правительственной организации — формирует группу «Отряд самоубийц», состоящую из наемников и убийц. Им предстоит выполнять практически неразрешимые задачи. Первое задание — проникнуть в психиатрическую лечебницу «Аркхем» и добыть похищенную ценную информацию из рук заключенного — Загадочника, которую он угрожает выложить в интернет. В случае выполнения задания, членам «Отряда» сократят срок заключения, но если миссия будет провалена, их всех ждёт смерть.
В состав команды вошли — бывший психиатр лечебницы Харлин Квинзель по прозвищу «Харли Квинн», наёмник Флойд Лоутон по прозвищу «Дэдшот», головорез Джордж Харкнесс по прозвищу «Капитан Бумеранг», Король-Акула, Луиз Линкольн по прозвищу «Убийца Мороз» и Эрик Нидхем по прозвищу «Чёрный Паук». Анатолий Князев, известный как КГБзверь, тоже должен был стать участником «Отряда», но он отказывается, из-за чего бомба, встроенная в каждого члена команды, взрывается и убивает Князева. Вскоре выясняется, что выполнению задания может помешать герой Готэм-сити — Бэтмен, который тоже разыскивает Загадочника.
Благодаря плану Пингвина «Отряд» успешно проникает на охраняемую территорию «Аркхема». Бэтмен в результате непродолжительной стычки присоединяется к отряду, замаскировавшись под Нидхема. Оказывается, миссия изначально являлась невыполнимой и была обречена на провал. На самом деле, Уоллер просто было нужно убить Загадочника с их помощью, потому что он обезвредил её бомбу в своей голове и мог выдать тайны миру. С помощью тока, Загадочник нейтрализует бомбы вживленные в членов отряда, но Акула оказался невосприимчив к электричеству и Уоллер убивает его, и Нидхема, которого не было с ними в лазарете.
Харли Квинн освобождает из камеры своего возлюбленного — Джокера. Это приводит к массовому бегству из «Аркхэма», в ходе которого исчезает Киллер Фрост. Бэтмен и Дэдшот отправляются в погоню за Джокером и Харли, оставив Бумеранга на острове. Клоун планировал взорвать грязную бомбу, которая должна заразить радиацией весь Готэм-сити. Но Бэтмен обезвреживает устройство, а Дэдшот сталкивает вертолёт вместе с Джокером внутри с небоскрёба. Тело психопата так и не нашли.
В конце фильма в Аманду Уоллер с крыши целится Дэдшот, говоря при этом — «Бах!».

## Роли озвучивали
| Актёр              | Роль                                                   |
| ------------------ | ------------------------------------------------------ |
| Кевин Конрой       | Бэтмен / Брюс Уэйн                                     |
| Нил Макдонаф       | Дэдшот / Флойд Лоутон                                  |
| Хинден Уолш        | Харли Квинн / доктор Харлин Квинзель                   |
| Мэттью Грей Гублер | Загадочник / Эдвард Нигма                              |
| Трой Бейкер        | Джокер                                                 |
| Дженнифер Хейл     | Убийца Мороз / Луиз Линкольн                           |
| Джон Ди Маджо      | Король-Акула / Нанауэ                                  |
| Грег Эллис         | Капитан Бумеранг/ Джордж Харкнесс                      |
| Джанкарло Эспозито | Чёрный Паук / Эрик Нидхэм                              |
| Кристиан Ланц      | Пугало / доктор Джонатан Крейн, Виктор Зас             |
| Нолан Норт         | КГБзверь / Анатолий Князев, Пингвин / Освальд Коблпотт |
| Си Си Эйч Паундер  | Аманда Уоллер                                          |
| Крис Кокс          | комиссар Джеймс Гордон                                 |
| Мартин Джарвис     | дворецкий Альфред Пенниуорт                            |
| Эрик Бауза         | охранник                                               |
| Питер Джессоп      | старший надзиратель                                    |
| Трэвис Уиллингэм   | работник морга                                         |
| Мик Уингерт        | охранник Джокера                                       |
| Андреа Романо      | женщина                                                |

## Создание
Опыт прошлого отсылает к серии «Спецотряд Икс» мультсериала «Лига Справедливости: Без границ», где группа преступников, освобожденных из заключения, под руководством полковника армии США, получает тайное задание на службе у правительства.
Картина смешивает чёрную комедию и насилие с апломбом.
Джей Олива, который снял фильм с Итаном Сполдингом, заметил: «…это не основано на какой-либо конкретной сюжетной линии, которую аудитория знает очень хорошо, каждый изгиб и поворот является новым. Вы не знаете, кто будет жить, а кто умрёт. Для тех, кому интересно, почему Детстроук не здесь, ведь вы явно видели его в загружаемом контенте Origins, потому, что это не первая миссия отряда самоубийц. На самом деле, это девятый рейд отряда, а где-то по сюжету Детстроук бежал из тисков Уоллер».
Фон получился темнее и насыщеннее, чем большинство предыдущих оригинальных анимационных фильмов DC про Бэтмена, потому что используется оформление популярной серии игр Batman: Arkham (откуда взяты такие известные движения, как оглушение плащом, а также некоторые гаджеты). Джеймс Такер: «Это была тяжелая работа. Многое происходит в компьютерных играх, так как же вы избежите действий, которые могли бы позже противоречить друг другу? Когда мы поняли, что, в основном, фильм был про отряд смертников, это освободило нас. Отличный способ чтобы ввести их, и ещё обосновано присутствие Бэтмена».
Кевин Конрой на этот раз выполнял двойную обязанность — мультфильм и Batman: Arkham Knight. После 23 лет озвучивания Тёмного Рыцаря, Конрой, большой поклонник игр, не против, когда в центре внимания стал отряд смертников: «Мне нравится, что этот фильм вышел в таком ином направлении. В нём так много странных персонажей. Они были забавны, чтобы разделить сцену».
Warner Bros. Entertainment пользуется опытом компании Marvel Studios, в своё время объединившей сюжетные линии фильмов, предшествовавших фантастическому боевику «Мстители».
В 2016 году на экраны вышел фильм «Отряд самоубийц», который имеет определённое сходство с Batman: Assault on Arkham, особенно с персонажами Suicide Squad, а также с Джокером и Харли Квинн, однако Бэтмен там лишь камео, его роль незначительна.

## Саундтрек
Альбом вышел в 2014 году.
| Номер | Название трека                                 | Длительность |
| ----- | ---------------------------------------------- | ------------ |
| 01    | Nigma’s Confrontation / It’s Batman            | 3:11         |
| 02    | Criminal Montage                               | 3:06         |
| 03    | Task Force Indoctrination                      | 2:42         |
| 04    | Dropping Down                                  | 2:00         |
| 05    | Gearing Up / Beer Room Challenge               | 1:51         |
| 06    | Welcome Back Cowboy!                           | 1:05         |
| 07    | Harley Arrested to Arkham                      | 3:02         |
| 08    | Infiltrating Arkham & Joker Assault            | 5:33         |
| 09    | Killer Frost’s Kiss & Black Spider’s Microwave | 2:00         |
| 10    | Harley Bait & King Shark’s Work                | 1:28         |
| 11    | Suicide Squad in the Big House                 | 3:45         |
| 12    | Batman’s Gotham & Property Room Access         | 2:59         |
| 13    | Batman Fights Suicide Squad                    | 2:12         |
| 14    | Riddler Proposes a Cure                        | 1:14         |
| 15    | Joker’s Out / Suicide Squad vs. SCU            | 3:35         |
| 16    | Shocking Solution                              | 2:25         |
| 17    | Joker Attacks Batman                           | 1:41         |
| 18    | Prisoners Released                             | 2:46         |
| 19    | Chopper Fight / Poison Ivy / The Batplane      | 2:03         |
| 20    | Chopper Crash                                  | 2:25         |
| 21    | Harley’s Rage                                  | 0:57         |
| 22    | Final Confrontations                           | 2:08         |
| 23    | Batman: Assault On Arkham End Credits          | 3:05         |

## Отзывы
Оценки критиков были положительными, в отличие от негативных в отношении «Отряда самоубийц». На Rotten Tomatoes рейтинг составляет 78 % с учётом 9 обзоров.
Forbes отметил, что это именно то, что Warner Bros. и DC Comics должны делать со своими анимациями. Это ужасно интересный и захватывающий комический и криминальный триллер, фильм-ограбление, совершенно неподходящий для детей и упивающийся своей явной безнравственностью, ложной рекламой. Картина никогда и не пытается убедить в том, что эти злодеи действительно «хорошие парни» и они заслуживают симпатии или удовольствия наблюдать, как эффективно те делают свою работу. Фильм выиграл бы бонусные очки, вообще не сосредотачиваясь на Бэтмене, но, всё же, это один из лучших релизов анимационной вселенной DC на DVD и Blu-Ray.
IGN поставил высокую оценку 8.8 из 10 баллов, поскольку «Бэтмен: Нападение на Аркхэм» бросает вызов ожиданиям, рассказывая о преступниках, но в то же время интригующих участниках Suicide Squad (Task Force X), вместо Бэтмена. Таким образом, можно в полной мере насладиться кино без игры в Batman: Arkham Origins.
Lyles Movie Files дал 8 из 10 баллов. Продолжая тенденцию, которая началась с «Лига Справедливости: Парадокс источника конфликта», фильм временами слишком взрослый. Suicide Squad состоит из убийц и психопатов и поэтому, определённо, получает рейтинг PG-13. Если зрители хотят более мрачный взгляд на вселенную DC, «Бэтмен: Нападение на Аркхэм», безусловно, будет удовлетворять и шокировать своим насильственным опытом.
Screen Rant тоже высоко оценил на 4,5 из 5 звёзд. В конце концов, «Бэтмен: Нападение на Аркхэм» может быть непригодным для детей, но для взрослых любителей анимационных фильмов DC это возможность по-настоящему увидеть мир с позитивной и освежающей точки зрения суперзлодеев: секс, сквернословие, много насилия и смертей, в то время как связи с серией игр Batman: Arkham обеспечивают хорошую структуру и знакомство с миром кино и персонажей в нём. Не каждый день DC, Marvel или любая другая компания выдаёт хороший материал — это один из тех редких современных случаев.